# スティール・ギター

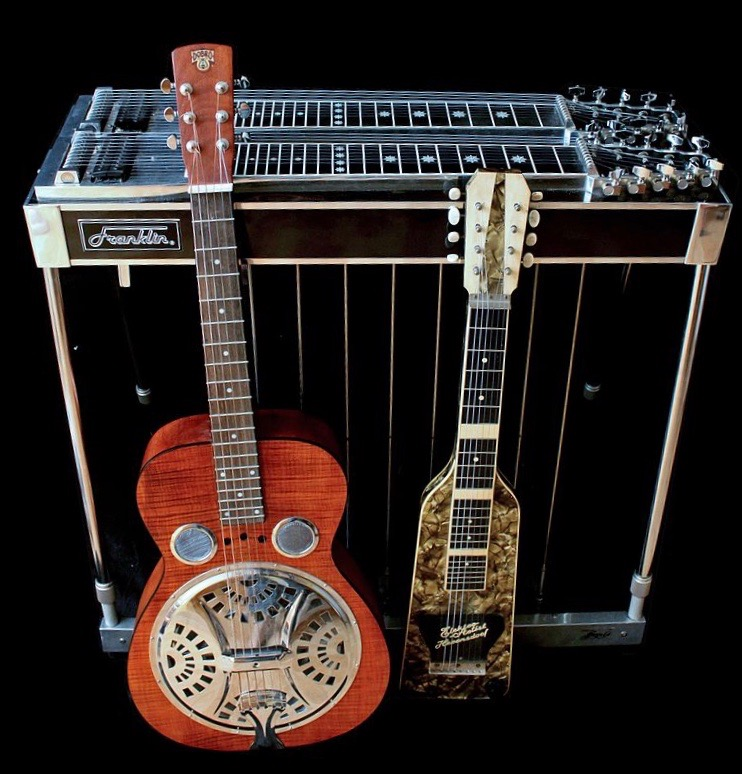
スティール・ギター

スティール・ギター（英語: steel guitar）は、専用のバーを用いてスライド演奏するギターの一種でスチールギターとも言う。ギターを水平に置いたようなフォルムをしており、バーで弦を押さえ、サムピックとフィンガーピックで弾いてスライド演奏する。
バーを指に挿して使うボトルネック奏法やスライドギターと呼ばれるものとはギターを構える向きが異なるため区別されている。ハワイアン、カントリーを中心に、ブルース、ブルーグラス、ジャズ、POPS等のジャンルで使われている。ギターを正面に構えて持つ一般的な奏法に比べて演奏が難しいと言われている。

## 概要

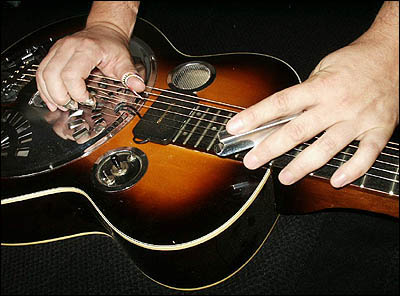
スライドバーとフィンガーピックを使って演奏されるリゾネーター・ギター

膝の上に載せる小型のタイプはラップ・スティール・ギター（lap steel guitar）と呼ばれる。ペダル、ニーレバー（膝レバー）で音程を調整するベンド機構を備えた大型のスタンドタイプをペダルスティール・ギター（pedal steel guitar）という。
元々はリゾネーター・ギターなどのアコースティック・ギターを水平に置いて演奏したのが始まりといわれ、19世紀後半から20世紀にかけてハワイで広まった。ハワイアンやカントリーの主要楽器として広く使用され、簡素なラップスティールから、コンソールタイプ、ダブルネック、トリプルネックへと発展していった。ペダルスティールに至っては複雑な機構を備え、幅広いジャンルの演奏に対応できるようになった。エレクトリック・ギターと同様にピックアップがあり、アンプにつないで音を出す仕組みのエレキ仕様と、アコースティック仕様のスチールギターがある。
弦の数は6弦、8弦、10弦、12弦などがあり、チューニングは演奏する曲のジャンルや演奏者ごとに異なる。ネックが2本のダブルネックもあり、それぞれのチューニングを使い分けることで各種のジャンルに対応できるようになっている。

## スチールギターの種類
参照:

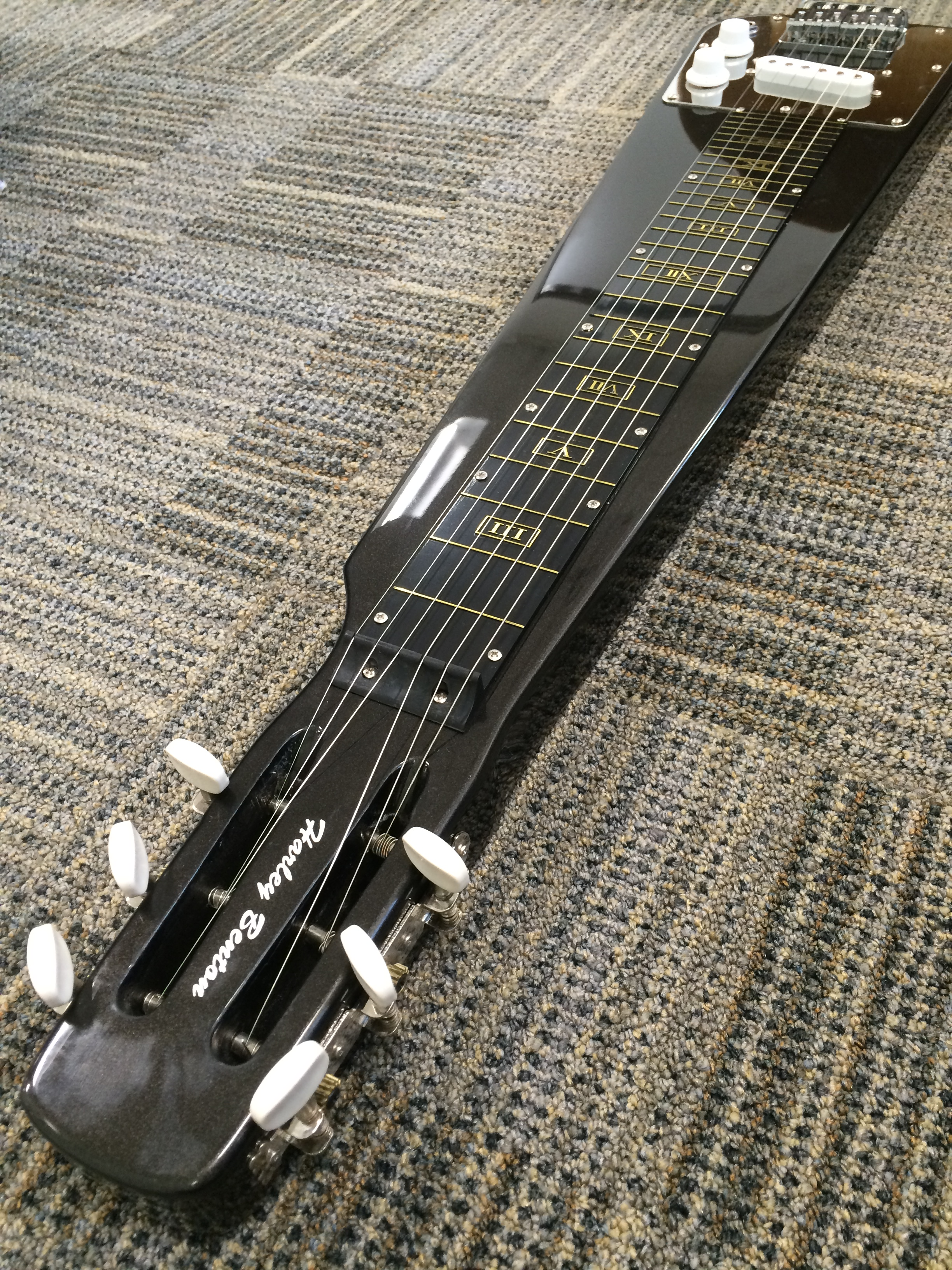
ラップ・スチール・ギター

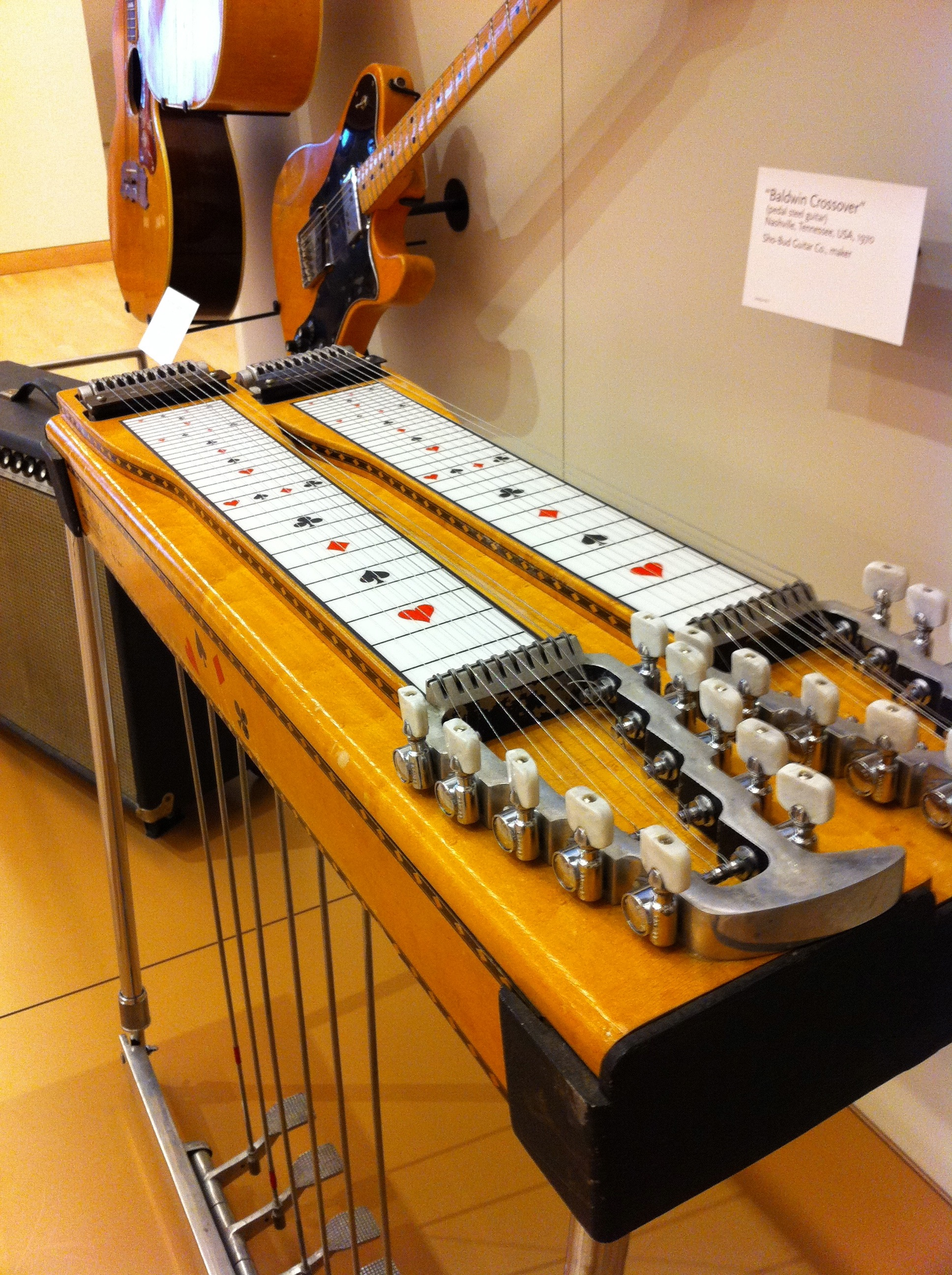
ペダル・スチール・ギター

- ラップ・スチール・ギター　膝（lap）に乗せて弾く事からその名前で呼ばれているタイプのスチール・ギター。自立するためのスタンド等はなく、軽量で持ち運びやすい小型の機種が多く、その殆どが６弦の仕様である。ペダル・スチールと区別をするために、ペダルの付いていないスチール・ギター全ての相称としても呼ばれる。

- コンソールタイプ　ラップ・スチール・ギターに自立式の足を取り付けられるようになったタイプ。脚を取り付けるマウントがボディ裏に付けられており、その分胴厚な設計で作られており、脚の無いタイプより豊かな響きがする傾向にある。６弦、８弦の機種が多く、まれに、７弦や10弦も見られる。

- アコースティック・スチール・ギター　アコースティック・ギターを横に寝かせて弾くように作られたスチール・ギター。バーでの演奏がしやすいように、背の高いナットが取り付けられている。ネックは押弦の必要が無いため、握るための加工が施されていないスクエア・ネックの機種も多い。

- ワイゼンボーン　1920年代米国のWeissenbornが製造したアコースティック・タイプのラップ・スチール・ギター。オリジナル以外の同系の機種は「ワイゼンボーン・タイプ」と呼ばれ区別される事もある。大きなボディと中空になったネックが特徴で、楽器全体で共鳴させる独特な響きとなる。ハワイアン・ミュージックで使われ、スチール・ギターの原型とも言われるタイプ。

- ダブル・ネック　ラップ・スチール・ギターを2台並べたような作りをしており、異なるチューニングを同時に扱うことができる。脚の付いたコンソールタイプであり、大型のプロ仕様の機種となる。

- トリプル・ネック　ラップ・スチール・ギターを３台並べた作りをしており、ダブル・ネックよりも更に多くのチューニングを同時に扱う事ができる。ネックを４つ並べたクアダブル・ネックもある。

- ペダル・スチール・ギター[4][5] 　ブリッジにチェンジャーを搭載し、ペダルとニー・レバーにより弦の音程を変えながら弾くスチール・ギター。ペダルとチェンジャーの仕様は楽器の製造段で決められており、チューニングを変更する事は無い。ラップ・スチール・ギターに比べ、格段に演奏難易度が高いが、豊かな表現力があり独特なサウンド感は、カントリー、ウエスタンスイング、ジャズ等様々なジャンルで活躍することができる。10弦の仕様が基本。
  - ダブル・ネック　ペダル・スチールのダブル・ネック仕様は、手前をC6、奥をE9にチューニングする。ペダルは５本～９本程度付いており、レバーは２～６本程度付いている。
  - シングル・ネック　ダブル・ネックのC6チューニングとE9チューニングが個別になったのがシングル・ネック。チューニングによってペダルの数と取り付けられている位置が異なる。８弦の仕様も在り。
  - ユニバーサル・チューニング　ダブル・ネックのE9とC6を11弦～14弦の１台のペダル・スチールに集約した仕様。ダブル・ネックの持ち運びをしやすくする為に開発されたスチール・ギター。

## 世界のスティール・ギタリスト

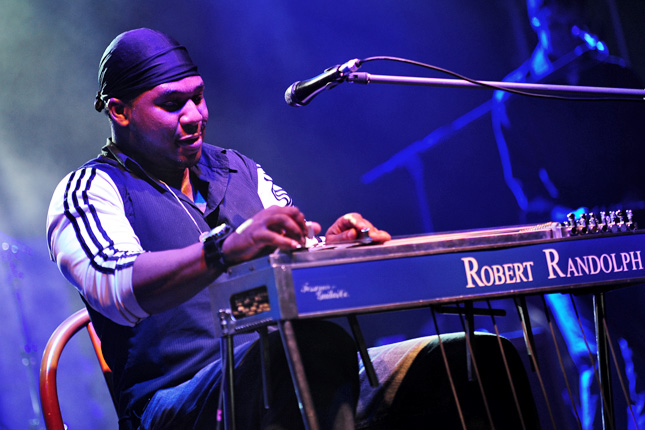
ロバート・ランドルフ

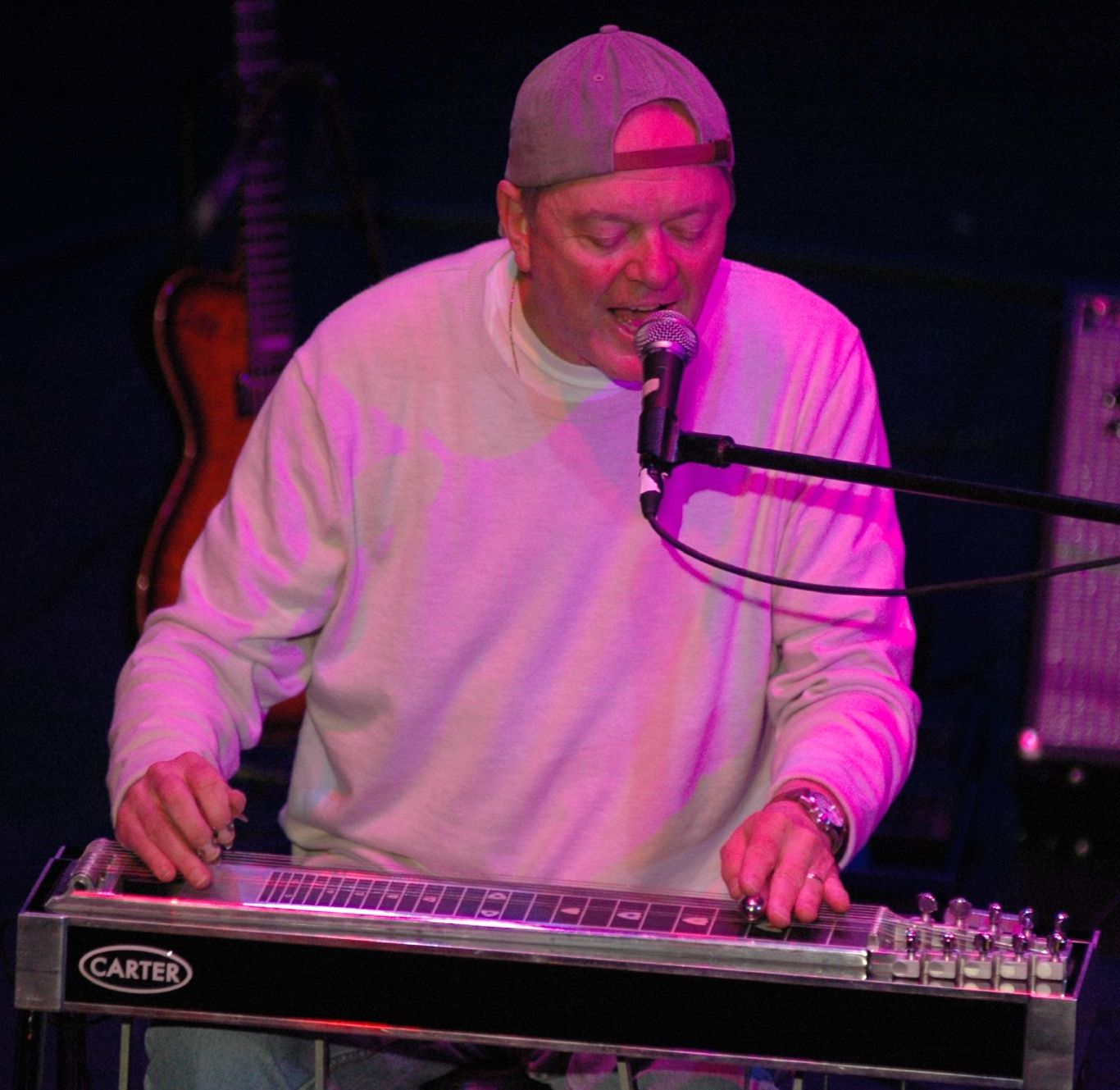
ラスティ・ヤング

- ジェリー・ダグラス
- ジェリー・バード[6]
- バディ・エモンズ
- ジョン・フェイヒー
- サント&ジョニー
- ジョン・フォガティ[7]
- ポール・フランクリン
- ジェリー・ガルシア[8]
- ラスティ・ヤング
- ロバート・ランドルフ[9]
- ロバート・ジョンソン[10]

## 日本のスティール・ギタリスト
日本ではハワイアン音楽の分野で広く使われ、ペダル・スティール・ギタータイプやスタンド型のラップ・スティール・ギタータイプを主に用いた。先駆者バッキー白片率いる戦前のアロハ・ハワイアンズ（その後バッキー白片とアロハ・ハワイアンズ）、その門下にあたる和田弘とマヒナスターズの和田弘、大橋節夫とハニーアイランダースの大橋節夫、その門下にあたるダニー飯田とパラダイス・キングのダニー飯田が有名、ザ・スパイダースの大野克夫もその初期と、以前在籍したゲイリー石黒&サンズ・オブ・ザ・ウエストで担当した。小坂忠とFour Joe Half、はちみつぱいで活動した駒沢裕城は、数多くのレコーディングに参加している。また、高田漣、尾崎博志、ジョージ上川もスティールを使用している。LITTLE TEMPO、、、KIRINJI (2014-2020)などで活動する田村玄一は、ハワイアン/エキゾチカの影響下に留まらない現代的奏法を駆使する。

## スティールギターの調律（チューニング） 例

### 6弦の例
- C6　チューニング (別名:Am7)
  - 1弦…E　2弦…C　3弦…A　4弦…G　5弦…E　6弦…C
- E7　チューニング[15]
  - 1弦…E　2弦…B　3弦…G#　4弦…E　5弦…D　6弦…B
- A　チューニング[16]
  - 1弦…E　2弦…C#　3弦…A　4弦…E　6弦…A
- B11　チューニング[17]
  - 1弦…E　2弦…C#　3弦…A　4弦…F#　5弦…D#　6弦…B
- Am　チューニング
  - 1弦…E　2弦…C　3弦…A　4弦…E　5弦…C　6弦…A
  - 1弦…E　2弦…C　3弦…A　4弦…E　5弦…A　6弦…E
- C6/A7　チューニング
  - 1弦…E　2弦…C　3弦…A　4弦…G　5弦…E　6弦…C#

### 8弦の例
- C6チューニング[18]
  - 1弦…G　2弦…E　3弦…C　4弦…A　5弦…G　6弦…E　7弦…C　8弦…A
  - 1弦…E　2弦…C　3弦…A　4弦…G　5弦…E　6弦…C　7弦…Bb　8弦…C

### 10弦の例
- E9　チューニング[19]　
  - 1弦…F#　2弦…D#　3弦…G#　4弦…E　5弦…B　6弦…G#　7弦…F#　8弦…E　9弦…D　10弦…B
- C6　チューニング[20]
  - 1弦…G　2弦…E　3弦…C　4弦…A　5弦…G　6弦…E　7弦…C　8弦…A　9弦…F　10弦…C

### 12弦の例
- E9　チューニング　
  - 1弦…F#　2弦…D#　3弦…G#　4弦…E　5弦…B　6弦…G#　7弦…F#　8弦…E　9弦…D#　10弦…B　11弦…G#　12弦…E

## 国産ブランド
- Fuzzy
- フェンダー・ジャパン
- グヤトーン
- テスコ
- アリア
- Canopus